# Polyporus chocolatus
Polyporus chocolatus är en svampart som beskrevs av Bose 1923. Polyporus chocolatus ingår i släktet Polyporus och familjen Polyporaceae.   Inga underarter finns listade i Catalogue of Life.